# Station Reinier Blok
La station de pompage Reinier Blok a été construite en 1868 pour remplacer des moulins à vent pour le maintien à niveaux d'eau dans les environs de Lekkerkerk (dont les polders Den Hoek et Schuwagt Zuidbroek) aux Pays-Bas. L'eau est envoyée vers la rivière IJssel. Le bâtiment se trouve sur la municipalité de Krimpen aan den IJssel.
En 1878, le moteur a été augmenté de quatre nouvelles chaudières. En 1911, la machine à vapeur a été remplacée par un moteur diesel. La cheminée de la station de pompage a été démolie.
La station de pompage est nommée d'après le maire de l'époque.
Le bâtiment n'est plus utilisé en tant que station de pompage ; c'est devenu un monument national.